# Адриен Йънг
Адриен Йънг (на английски: Adrienne Young) е американска писателка, авторка на произведения в жанра фентъзи.

## Биография и творчество
Адриен Йънг е родена на 16 март 1985 г. в Сакси, Тексас, САЩ. От малка проявява интерес към литературата и обича да пише, но чак на 25 години се опитва да пише роман под влиянието на своя приятел. В продължение на години продължава да пише докато работи и отглежда четирите си деца. Работила е като сътрудник на списание „Darling“ и като член на екипа на документалния филм „Розовата стая“ посветен на трафика на хора в Камбоджа.
Първият ѝ роман „Небе в дълбините“ е издаден през 2018 г. Главната героиня е 17-годишната Ийлин, която е отгледана като воин и се бие заедно с останалите от клана аска в отколешна война с клана рики. Откривайки брат си в редиците на врага, тя е пленена и прави възможното да оцелее. Но тогава и двата клана са нападнати от воини на безмилостен клан викинги, смятан за легенда. За да оцелеят и двата враждуващи клана трябва да се обединят, а тя се изправя пред противоречието на зараждащата се любов и лоялността към семейството.
Адриен Йънг живее със семейството си в Калифорния.

## Произведения

### Самостоятелни романи
- The Last Legacy (2021)

### Серия „Небе и море“ (Sky and Sea)
1. Sky in the Deep (2018)
Небе в дълбините, изд.: ИК „Ибис“, София (2018), прев. Вера Паунова
2. The Girl the Sea Gave Back (2019)

### Серия „Легенда“ (Fable)
1. Fable (2020)
2. Namesake (2021)